# 4A Games
4A Games é uma empresa de jogos eletrônicos da Ucrânia e com sede em Kiev, foi fundada em 2006 por ex funcionários da GSC Game World, a empresa é conhecida por produzir a franquia de jogos Metro.

## Lista de jogos produzidos pela empresa
| Ano  | Título                  | Plataformas | Plataformas | Plataformas | Plataformas | Plataformas | Plataformas | Plataformas | Plataformas | Plataformas |
| Ano  | Título                  | Win         | Mac         | Lin         | X360        | XBO         | PS3         | PS4         | NS          | Stadia      |
| ---- | ----------------------- | ----------- | ----------- | ----------- | ----------- | ----------- | ----------- | ----------- | ----------- | ----------- |
| 2010 | Metro 2033              | Sim         | Não         | Não         | Sim         | Não         | Não         | Não         | Não         | Não         |
| 2013 | Metro: Last Light       | Sim         | Sim         | Sim         | Sim         | Não         | Sim         | Não         | Não         | Não         |
| 2014 | Metro 2033 Redux        | Sim         | Sim         | Sim         | Não         | Sim         | Não         | Sim         | Sim         | Sim         |
| 2014 | Metro: Last Light Redux | Sim         | Sim         | Sim         | Não         | Sim         | Não         | Sim         | Sim         | Sim         |
| 2017 | Arktika.1               | Sim         | Não         | Não         | Não         | Não         | Não         | Não         | Não         | Não         |
| 2019 | Metro Exodus            | Sim         | Não         | Não         | Não         | Sim         | Não         | Sim         | Não         | Sim         |

### Franquia Metro
O primeiro jogo da empresa foi Metro 2033, uma adaptação do romance homônimo do autor russo Dmitriy Glukhovskiy que foi anunciado em 2009. O jogo foi lançado em março de 2010 no Xbox 360 e Microsoft Windows para avaliações geralmente favoráveis.
Após seu sucesso inicial, a 4A Games começou a trabalhar na sequência, Metro: Last Light que foi anunciado durante a convenção da Electronic Entertainment Expo 2011. O jogo enfrentou vários problemas durante a sua produção, cuja data de lançamento foi adiada de 2012 para 2013. O revés mais significativo para a empresa ocorreu em janeiro de 2013, quando a editora do jogo, a THQ, fechou após declarar falência e leiloar suas propriedades intelectuais. Os direitos de publicação da franquia Metro 2033, incluindo a sequência, foram vendidos para a Koch Media por $5,8 milhões em 22 de janeiro, permitindo que a empresa termine de fazer o jogo. Metro: Last Light foi finalmente lançado em 14 de maio de 2013, e foi publicado pelo selo de videogames da Koch Media, Deep Silver.
A 30 de março de 2014, um relançamento remasterizado de ambos os títulos Metro, com o nome Metro Redux, foi divulgado e confirmado no dia seguinte. A compilação foi lançada em agosto de 2014 para plataformas de oitava geração. Em 2017, a empresa lançou um jogo de realidade virtual, Arktika.1.
Durante a E3 2017, na conferência de imprensa da Microsoft em 11 de junho de 2017, um novo jogo, Metro Exodus, foi anunciado para um lançamento em 2018. A jogabilidade foi mostrada para anunciar o jogo e atuar como uma vitrine gráfica para a atualização nativa da Microsoft focada em 4K para o hardware Xbox One X. O jogo foi lançado em 2019.